# Frisia II
Die Frisia II ist eine Auto- und Passagierfähre der Reederei Norden-Frisia, die im Linienverkehr zwischen Norddeich und den Ostfriesischen Inseln Juist und Norderney verkehrt.

## Geschichte
Die Frisia II wurde in den Jahren 1977 und 1978 unter der Baunummer 589 auf der Meyer Werft in Papenburg gebaut. Die Kiellegung fand am 12. Dezember 1977, der Stapellauf am 11. März 1978 statt. Die Fertigstellung erfolgte im April 1978.
1994 wurde die Fähre von ursprünglich 53,4 auf die heutigen 63,3 Meter verlängert. Dabei wurde das Schiff mit einem Oberdeck versehen. Bei einem weiteren Umbau 1999 wurde ein neues Ruderhaus angebracht, im Winter 2003/04 erhielt die Frisia II eine neue Maschinen- und Antriebsanlage mit Verstellpropellern. Die Fähre kann in der derzeitigen Konfiguration 55 Fahrzeuge und 1355 Passagiere aufnehmen.
Nach der Saison 2013 wurden bei der Schiffswerft Diedrich in Oldersum an der Frisia II für 750.000 Euro Umbaumaßnahmen (Einbau einer Wassernebel-Feuerlöschanlage, Lüftung) und Renovierungen (unter anderem Toiletten) durchgeführt. Das Schiff ist seit Frühjahr 2014 wieder einsatzbereit.

## Technik
Die Frisia II wird von zwei Sechzehnzylinder-Viertakt-Hauptmaschinen mit einer Leistung von jeweils 800 kW angetrieben. Die beiden Maschinen wirken über Getriebe auf zwei Verstellpropeller.